# Kerk van Scharwoude
De kerk van Scharwoude werd op het eind van de 19e eeuw gebouwd ten behoeve van de hervormde gemeente van de Noord-Hollandse plaats Scharwoude in de gemeente Koggenland.

## Geschiedenis
Er hebben voor de bouw van het huidige kerkgebouw andere kerken in Scharwoude gestaan. In 1394 werd de buitendijks gelegen kerk verzwolgen door de toenmalige Zuiderzee. In 1440 werd er een nieuwe kerk binnendijks gebouwd. Ook in latere jaren werd Scharwoude door watervloeden bedreigd, onder meer in de jaren 1508, 1514 en 1675. In dat laatste jaar brak de dijk door vlak bij de kerk. In de jaren 1890 tot 1892 werd de oude kerk in Scharwoude afgebroken en vervangen door een nieuwe kerk, ontworpen door de architect en opzichter bij rijkswaterstaat Abraham Stoutjesdijk (1842-1899). De driezijdig gesloten zaalkerk heeft een toren met een ingesnoerde spits. De kerk en de toren zijn erkend als rijksmonument vanwege bepaalde met name genoemde elementen. In het interieur van de kerk gaat het om het doophek uit de 17e eeuw met het wapen van de toenmalige gemeente Scharwoude, een boom met vogels. Van de toren is de klok uit 1601 aangemerkt als monumentaal erfgoed. Deze klok is volgens het opschrift - "Cornelis Ammeroy me fecit anno 1601" - gemaakt door de klokkengieter Cornelis Ammeroy.

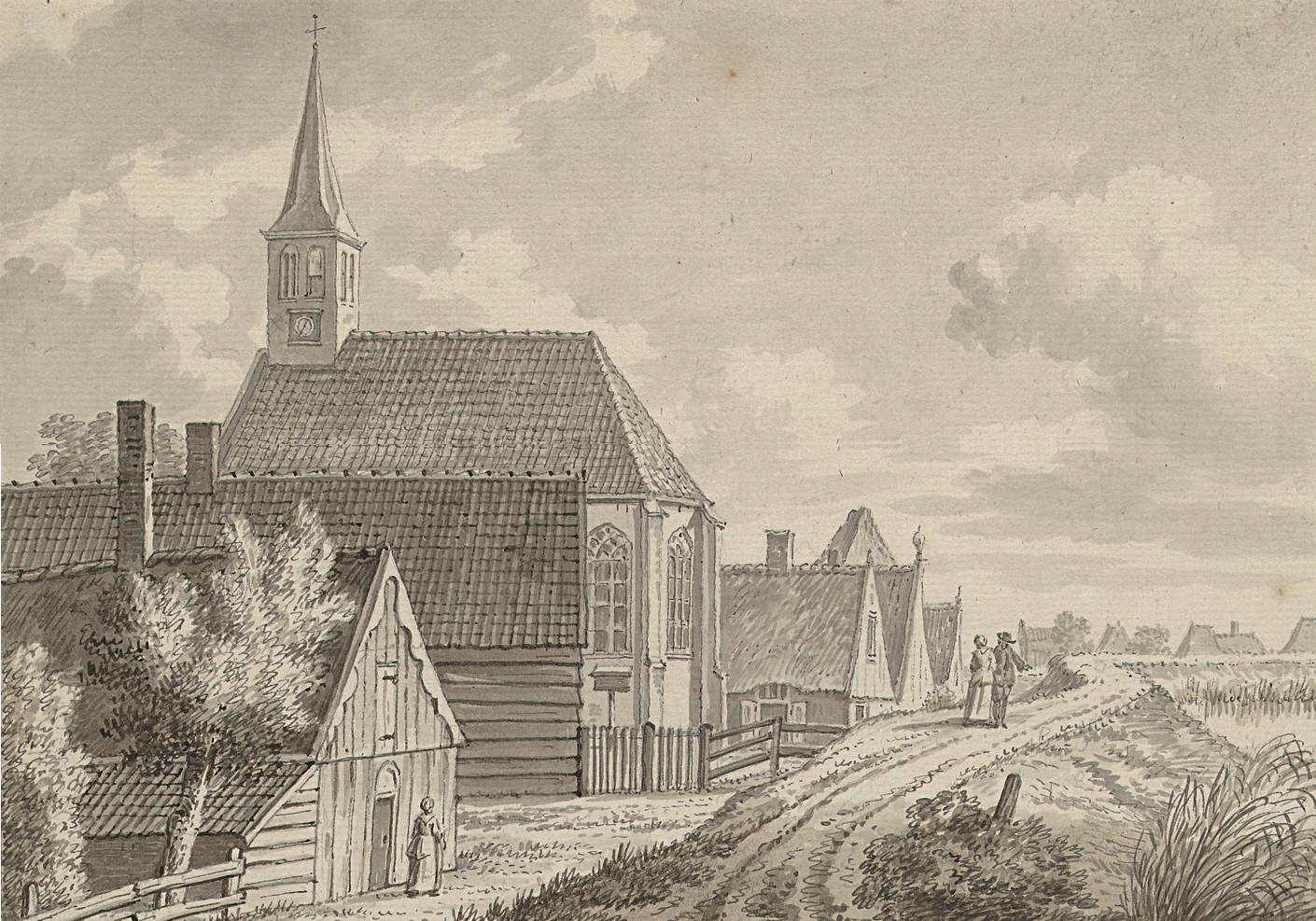
De kerk van Scharwoude in de 18e eeuw